# ريجي لوف
ريجي الحب (بالإنجليزية: Reggie Love)‏ (و. 1981 – م) هو سياسي، وموظف مدني، ولاعب كرة السلة، ولاعب كرة قدم أمريكية من الولايات المتحدة الأمريكية ولد في ريتشموند.
وهو عضو في الحزب الديمقراطي الأمريكي .

## التعليم
تعلم في جامعة ديوك.

## روابط خارجية
- ريجي لوف على موقع كرة السلة الأوروبية.كوم (الإنجليزية)
- ريجي لوف على موقع كلية كرة السلة في سبورتس رفرنس.كوم (الإنجليزية)
- ريجي لوف على موقع ريلجم (الإنجليزية)